# Ribera de las Raíces
Ribera de las Raíces es una localidad del municipio de Centro ubicado en la subregión centro del estado mexicano de Tabasco.

## Geografía
La localidad de Ribera de las Raíces se sitúa en las coordenadas geográficas 17°51′55″N 92°52′06″O / 17.865278, -92.868333, a una elevación de 4 metros sobre el nivel del mar.

## Demografía
Según el Conteo de Población y Vivienda 2020, efectuado por el Instituto Nacional de Estadística y Geografía, la localidad de Ribera de las Raíces tiene 455 habitantes, de los cuales 239 son del sexo masculino y 216 del sexo femenino. Su tasa de fecundidad es de 2.14 hijos por mujer y tiene 132 viviendas particulares habitadas.
| Gráfica de evolución demográfica de Ribera de las Raíces entre 1990 y 2020 |
|                                                                            |
| INEGI.                                                                     |